# Vajji
Vajji (o Vrijji) fu uno dei principali mahajanapada dell'antica India. Il territorio era situato a nord del fiume Gange e si estendeva fino alla regione del Terai nell'odierno Nepal. A ovest, il fiume Gandak marcava probabilmente la linea di demarcazione con il mahajapanada di Malla che lo separava probabilmente dal Kosala. A est, il suo territorio era probabilmente esteso fino alle foreste lungo le rive dei fiumi Koshi e Mahananda. La capitale fu Vaishali. Altre importanti città e villaggi erano Kundapura o Kundagrama (un sobborgo di Vaishali), Bhoganagara e Hatthigama.
Il governo di Vajji era di tipo repubblicano, costituito da una confederazione di clan (atthakula), tra cui i Vriji, i Lichchavi, i Jnatrika e i Videha furono i più importanti. L'identità degli altri quattro clan non sono certe. Tuttavia, in un passaggio della Sutrakritanga, vengono segnalati gli Ugra, i Bhoga, i Kaurava e gli Aikshvaka come associati con gli Jnatri e i Licchavi e governati da uno stesso sovrano.